# Estación de Purchena
Purchena fue una estación de ferrocarril situada en el municipio español de Purchena, en la provincia de Almería. Originalmente formó parte de la línea Lorca-Baza, estando situada en el punto kilométrico 83,1 de la misma.

## Historia
La estación de Purchena se inauguró el 11 de junio de 1894. A ella llegaba el mármol de la ya desaparecida cantera de Purchena para su exportación. La estación fue cerrada el 1 de enero de 1985 y durante muchos años estuvo vandalizada hasta que en 2007 se convirtió en un restaurante.

## Instalaciones ferroviarias
En su día, la estación de Purchena tuvo edificio de viajeros, servicios, una máquina para cortar el mármol, una grúa y una farola. Hoy día sólo quedan en pie en los terrenos de la estación el edificio de viajeros (restaurante) y los servicios (servicios del restaurante).
- Datos: Q5847003